# Fàbrica de licors (la Pobla de Segur)
La Fàbrica de licors és una obra modernista de la Pobla de Segur (Pallars Jussà) inclosa a l'Inventari del Patrimoni Arquitectònic de Catalunya.

## Descripció
Edifici industrial de dues plantes d'alçada amb pis de golfa amb terrats i miradors reformats i tancats. A la façana de composició simètrica destaca tota la balconada correguda amb balustres de pedra i dues tribunes als extrems, aquestes molt historiades amb remats i pinacles de línies modernistes com la fusteria dels bastiments. La coberta era una terrassa amb balustres i remats a l'eix i als extrems, tot seguint l'estil historicista-modernista del conjunt.

## Història
Obra coetània de la serradora Boixareu. Forma part de l'esplendor industrial de la vila a inicis de segle. La primera fàbrica de licors i anisats ara al vell edifici de veïns del carrer Raral nº6.